# Die Dämonen (Meißner)
Die Dämonen ist ein Fantasyroman des deutschen Schriftstellers Tobias O. Meißner, der im Sommer 2008 durch den Piper Verlag im deutschsprachigen Raum veröffentlicht wurde. Im Bereich Hardcover/Belletristik gelangte der Roman in die oberen 50 Ränge der Bestsellerliste. Er ist der erste Band der Dämonen-Trilogie.

## Die Welt
Zentraler Schauplatz der Handlung ist das Land Orison, das in neun so genannte Baronate eingeteilt ist. Diese sind um die im Zentrum des Reiches gelegene Hauptstadt, Orison Stadt, herum angeordnet. Die Nummerierung der Baronate verläuft im Uhrzeigersinn und beginnt im Nordwesten im ersten Baronat. Jedes der Baronate besitzt ein inneres Schloss, in Reichweite zu Orison Stadt, ein äußeres Schloss in Küstennähe und ein Hauptschloss das zwischen innerem und äußerem liegt. Außerdem besitzt jedes Baronat noch eine kleine Anzahl an Hafenstädten.
Als einziges Baronat verfügt das Vierte neben den drei Schlössern über eine weitere Stadt namens Witercarz im Landesinneren, welche an den gleichnamigen Bergen liegt. Weitere Schauplätze in Die Dämonen sind der Gramwald im achten und der Dämonenschlund im Sechsten Baronat.
Orison liegt auf einer Art Halbinsel und wird im Süden, Westen und Osten durch die Grüne See und im Norden durch das Wolkenpeinigergebirge begrenzt. Hinter Letzterem ist das Barbarenland Coldrin angesiedelt, welches als ständige Bedrohung von Orison gilt.

## Handlung
Der angehende Student Minten Liago wird beim Versuch, die Zeche zu prellen, erwischt und daraufhin gefangen genommen.
Währenddessen reiten der schüchterne und unerfahrene König von Orison, Tenmac III., sein Berater Tanot Ninrogin und zwei Koordinatoren (Minister) aus dem sechsten Baronat, Faur Benessand und Eiber Matutin, zum Dämonenschlund, da der junge König diesen besichtigen will.
Im Dämonenschlund leben die Dämonen, welche einst vom großen Magier Orison gefangen wurden und dorthin verbannt wurden. Tenmac III. wirft beim Besuch aus Mitgefühl für die Dämonen einen Ohrring in den Schlund und lässt des Weiteren Faur Benessand eine Träne weinen, welche ebenfalls in den Schlund fällt.
Diese beiden Dinge nutzen die gefangenen Dämonen Gäus und Irathindur zur Flucht aus dem Dämonenschlund. Beide schließen einen Pakt sich nicht anzugreifen, da sie sich gegenseitig zur Flucht verholfen haben, und nisten sich daraufhin in den Körpern zweier Herrschern des Landes ein: Gäus wählt den Körper des schüchternen Königs, während Irathindur den Körper der strengen Baroness des Sechsten Baronats wählt.
Nach einiger Zeit wird Irathindur im Körper der Baroness von heftigen Anfällen heimgesucht. Da alle Dämonen an einer Art Lebenskraft partizipieren, die nur begrenzt zur Verfügung steht, vermutet Irathindur, dass sie weniger Lebenskraft bekomme, weil sie nicht den Rang des Königs innehat wie Gäus. Daraufhin erklärt sie das sechste Baronat für unabhängig, nennt es in Irathindurien um und erhebt sich daraufhin zum König.
Gäus besucht derweilen den mysteriösen Gramwald und entdeckt, dass die Lebenskraft nicht aufgrund von Rängen verteilt wird, sondern hier im Gramwald vorhanden ist, weswegen er fortwährend den Gramwald regelmäßig besucht. Als er und sein Berater zurückkehren, hat sich das Vierte Baronat ebenfalls für unabhängig erklärt und belagert Orison Stadt. Auch der Baron des Vierten Baronates erhebt sich daraufhin zum König.
Inzwischen wurde Minten Liago von Jinua Ruun, einer ehemaligen Ausbilderin, aus dem Gefängnis in den inneren Zirkel geholt, einer Art inoffiziellen Ringkampf-Liga. Dort kämpft Minten sich an die Spitze der Ranglisten, bis Jinua beschließt, gemeinsam mit ihm das Dritte Baronat zu unterstützen, welches nun auch vom unabhängigen Vierten Baronat angegriffen wurde. Jinua schlägt den dortigen Koordinatoren vor, sie und Minten, der inzwischen ihr Leibwächter und Liebhaber geworden ist, nach Coldrin reiten zu lassen, um die Coldriner gegen das Vierte Baronat aufzuhetzen, wodurch sich beide Seiten schwächen würden. Dem Vorschlag wird zugestimmt und Minten und Jinua reiten gemeinsam mit einem Führer in Richtung Coldrin.
Der Weilen lässt Irathindur das Fünfte Baronat angreifen, um die Lücke zum Vierten Baronat zu schließen. Das Vorhaben gelingt innerhalb von fünf Tagen.
Auf Vorschlag seines Beraters ernennt sich Gäus derweil zum Kaiser, um sich von Irathindur und Helingerd, dem König des Vierten Baronates, abzuheben.
Minten und Jinua gelangen zu den Bewohnern Coldrins und können sie zu dazu bewegen, mit ihnen nach Orison zu reiten, um das Dritte Baronat im Kampf gegen das Vierte zu unterstützen; als Gegenleistung erhalten diese die Kriegsbeute.
König Helingerd und Irathindur ernennen sich beide zum Kaiser. Letztere trifft zudem die Entscheidung, die im Zweiten Baronat eingefallenen Coldriner unter Minten und Jinua zu vernichten, um die Sicherheit Orisons zu gewährleisten. Auch Gäus sendet einen Trupp unter der Führung Faur Benesands, dem inzwischen übergelaufenen Koordinateur des Sechsten Baronates, um die Coldriner zu vertreiben.
Während der Eroberung eines Schlosses im Zweiten Baronat trennen sich Minten und Jinuas Wege, da Minten die Absicht hat, rechtzeitig zu fliehen, während Jinua vorhat, das Schloss weiter zu besetzen. Daraufhin bleiben einige Coldriner bei Jinua im Schloss, während andere mit Minten in Richtung Gebirge fliehen. Während Irathindurs Truppen unter Heereskoordinateur Eiber Matutin das von den Coldrinern besetzte Schloss belagern, verfolgen die Reiter des geisteskranken Faur Benesand Minten und die restlichen Coldriner. Die Verfolgung löst sich allerdings nach und nach auf, da die Soldaten sich weigern, mit dem unberechenbaren Faur Benesand weiterzureiten. Dieser erlebt in seiner Unberechenbarkeit einen Sinneswandel, entführt Minten und setzt ihn im Dritten Baronat, welches inzwischen von Helingerd erobert wurde, ab und reitet danach zum Hauptschloss des Sechsten Baronates, wo es ihm misslingt, Irathindur umzubringen, woraufhin Faur Benesand in seinem Wahnsinn Selbstmord begeht. 
Aufgrund der immer häufigeren Anfälle erhebt sich Irathindur in den Rang der Göttin. Allerdings kristallisiert sich immer mehr heraus, dass nur ein Dämon existieren kann, unabhängig vom Rang, weswegen sich Gäus schließlich wieder zum König herunterstuft; außerdem verrät er seinem Berater Tanot Ninrogin, welcher schon lange die Veränderungen des Königs seit der Einnistung Gäus bemerkt hatte, dass er und Irathindur Dämonen seien.
Minten trifft nach seiner Entführung durch Faur Benesand auf Taisser Sildien, einen Falschspieler, den er im Gefängnis kennengelernt hatte. Gemeinsam erspielen sie sich mit Hilfe von gezinkten Würfel in Kneipen Geld, bis ihr Betrug durch einen Offizier aufgedeckt wird.
An der Grenze zwischen Viertem und Fünftem Baronat bekriegen sich inzwischen Irathindur und König Helingerd, da die einstigen Verbündeten sich immer mehr zu Konkurrenten entwickelt haben. Um die gegnerische Partei zu schwächen, verlässt Irathindur den Körper der Baroness des (ehemaligen) Sechsten Baronates und nistet sich kurzzeitig im Körper Helingerds sowie im Körper des Baron des Zweiten Baronats, bringt diese um und hinterlässt deren Untergebenen Anweisungen, sich mit Irathindurien zu verbünden beziehungsweise hinterlässt absichtlich verwirrende Anweisungen bezüglich der Nachfolge. Auf dem Rückweg entdeckt er Gäus bei einem seiner regelmäßigen Besuche des Gramwalds. Auch Irathindur entdeckt jetzt, dass die Lebenskraft hier vorhanden ist und verlangt von Gäus die Hälfte des Waldes. Dieser lehnt ab und ohne Einigung gehen sie auseinander, wohl wissend, dass es zum Krieg kommen wird.
Der Offizier, der Taissers und Mintens Betrug aufgedeckt hat, macht ihnen das Angebot, als Ausgleich für ihren Betrug für das Vierte Baronat gegen Irathindurien zu kämpfen, welches von beiden angenommen wird. Nachdem ihr Regiment sich durch eine Niederlage auflöst, werden beide in die Irathindurianische Armee eingegliedert, welche damit beschäftigt ist, das Dritte und Zweite Baronat zu erobern. Nachdem Irathindur den Streitkräften hilft, gelingt auch dieses Vorhaben, und die Armee setzt ihren Weg in Richtung Achtes Baronat fort, teils auf dem Seeweg, teils über Land, um den Gramwald zu erobern. Dieser wird allerdings von Gäus abgebrannt, um Irathindur die Anreize des Krieges zu nehmen.
Gäus begibt sich auf die Insel Kelm, treibt Irathindur und seine Flotte mithilfe des Windes dorthin, um diesen dort zu empfangen und dem Krieg in einem Kampf zwischen den beiden Dämonen ein Ende zu setzen. 
Es kommt zum Kampf. Da die Widersacher sich überanstrengen, werden sie in den Dämonenschlund magisch zurückgezogen. Dort gelangen sie in eine ihnen bis dato unbekannte Halle, in der eine Reihe von Dämonen einen Rat gegründet hat, um einen Plan zum Ausbruch zu entwickeln. Es stellt sich heraus, dass der Vorsitzende des Rates der Magier Orison selbst ist, welcher zugleich kein Mensch, sondern ein Dämon ist. Da das von Orison entwickelte System darin besteht, alle Dämonen gleichzeitig ausbrechen zulassen, so dass einzelne Dämonen nicht langfristig ausbrechen können, und Irathindur und Gäus die Mitglieder des Rates schnell zu verachten beginnen, fliehen sie erneut aus dem Dämonenschlund, um die Menschen vor den Dämonen zu warnen.
Beide wissen, dass sie so nicht in der menschlichen Welt existieren können und beschließen sich zum letzten Mal zu duellieren, wobei der Sieger einen starken Nachfolger König Tenmacs III., der durch Gäus Aufenthalt nicht mehr wie früher sein wird, zu suchen, der die Menschen gegen die Dämonen wappnet. Gäus geht als Sieger aus diesem Duell hervor. Minten jedoch, der in derselben Flotte angereist war wie Irathindur um nach Kelm zu gelangen, gelangt zu dem verletzten Gäus, und will diesen töten. Bevor er das jedoch tut, bittet Gäus Minten einen starken Nachfolger für den Thron zu finden. Minten bereitet Gäus ein Ende und übergibt die Krone an Taisser Sildien und seine Offizierin Lae, welche sich auf Lae als Königin und Taisser als Berater einigen.

## Fortsetzung
Die Fortsetzung Die Dämonen. Freiheit oder Finsternis (ISBN 978-3-492-70184-6) wurde im März 2010 veröffentlicht. Der dritte und letzte Teil der Serie Die Dämonen. Am Ende der Zeiten (ISBN 978-3-492-70232-4) ist im November 2011 erschienen.

## Buchausgaben
- Tobias O. Meißner: Die Dämonen. 464 Seiten, kartoniert, Piper-Verlag, München, Juli 2008. ISBN 978-3-492-26740-3